# Atheris rungweensis
Espèce
Synonymes
- Atheris nitschei rungweensis Bogert, 1940

Atheris rungweensis est une espèce de serpents de la famille des Viperidae. 

## Répartition
Cette espèce se rencontre dans le sud-ouest de la Tanzanie, le Nord-Est de la Zambie et le Nord du Malawi.

## Étymologie
Son nom d'espèce, composé de rungwe et du suffixe latin -ensis, « qui vit dans, qui habite », lui a été donné en référence au mont Rungwe.

## Publication originale
- Bogert, 1940 : Herpetological results of the Vernay Angola Expedition. I. Snakes, including an arrangement of the African Colubridae. Bulletin of the American Museum of Natural History, vol. 77, p. 1-107 (texte intégral).